# Comando de Aeródromo E 9/XI
El Comando de Aeródromo E 9/XI (Flieger-Horst-Kommandantur E 9/XI) fue una unidad de la Luftwaffe durante la Segunda Guerra Mundial.

## Historia
Fue formado el 26 de agosto de 1939 en Nordholz, como el Comando de Aeródromo E Nordholz. En marzo de 1940 (?) es renombrado como Comando de Aeródromo E 9/XI. El 1 de abril de 1944 es renombrado como Comando de Aeródromo E (v) 215/VIII.

## Servicios
- 1939 – 1940: en Nordholz.
- junio de 1940 – junio de 1942: en Reims (?).
- junio de 1942(?): en la Rusia meridional.
- enero de 1944 – abril de 1944: en Mamaia-Land (Rumanía).